# Eke (holme)
Eke är en holme i Kiribati. Den ligger i örådet Abaiang och ögruppen Gilbertöarna, i den norra delen av landet, 60 km norr om huvudstaden Tarawa. Eke ligger 10 meter över havet.
Terrängen på Eke är varierad.